# ريان لوري
ريان لوري (بالإنجليزية: Ryan Lowry)‏ (11 أكتوبر 1993 ببرث في أستراليا - ) هو لاعب كرة قدم أسترالي في مركز الدفاع.

## وصلات خارجية
- ريان لوري على موقع قاعدة بيانات كرة القدم.إي يو (الإنجليزية)
- ريان لوري على موقع Soccerway.com (الإنجليزية)